# Novigrad (Istrië)
Novigrad (Italiaans: Cittanova, voor 1945 Cittanova d’Istria; Venetiaans: Sitanova) is een (stadje) in Istrië (Kroatië) aan de kust, ca. 15 km ten noorden van de plaats Poreč op een schiereiland (in 1800 met het vasteland verbonden). De gemeente Novigrad telt ongeveer .inwoners, de plaats 2629.

## Geschiedenis
De geschiedenis van Novigrad gaat ver terug; voorheen had het de namen Emonia en Neopolis. De Griekse zeevaarders kwamen hier al en gebruikten Novigrad als ondersteunend punt en de Romeinen noemden het Civitas Novum. Tussen 520 en 1831 was Novigrad een bisschopszetel.
Hoewel de naam in de verschillende talen wisselt is de betekenis van zowel "Neopolis", "Civitas Novum", "Cittanova" als "Novigrad" gelijk: "Nieuwe Stad".
Novigrad, een oorspronkelijk zeevaarders- en vissersstad, heeft zich heden ten dage op het toerisme geconcentreerd waarvan de jachthaven onderdeel is. De middeleeuwse stad heeft de jaren goed weten te doorstaan, een deel van de antieke stad is onder water terechtgekomen maar soms nog te herkennen.

## Toerisme
In de jaren 60 zijn hier de eerste hotels en appartementen gebouwd en is Novigrad uitgegroeid tot een vakantieoord dat dagelijks 10.000 bezoekers onderdak kan bieden. Het heeft een ruim aanbod aan accommodaties, restaurants, terrasjes, discoclubs en diverse georganiseerde excursies. Novigrad beschikt over rots- en kiezelstranden. In de maand augustus worden traditioneel het Jazz Festival Heineken Music Nights en het driedaagse volksfeest St. Pelagus gehouden.

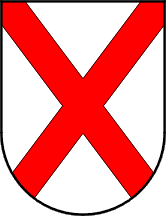
Wapen
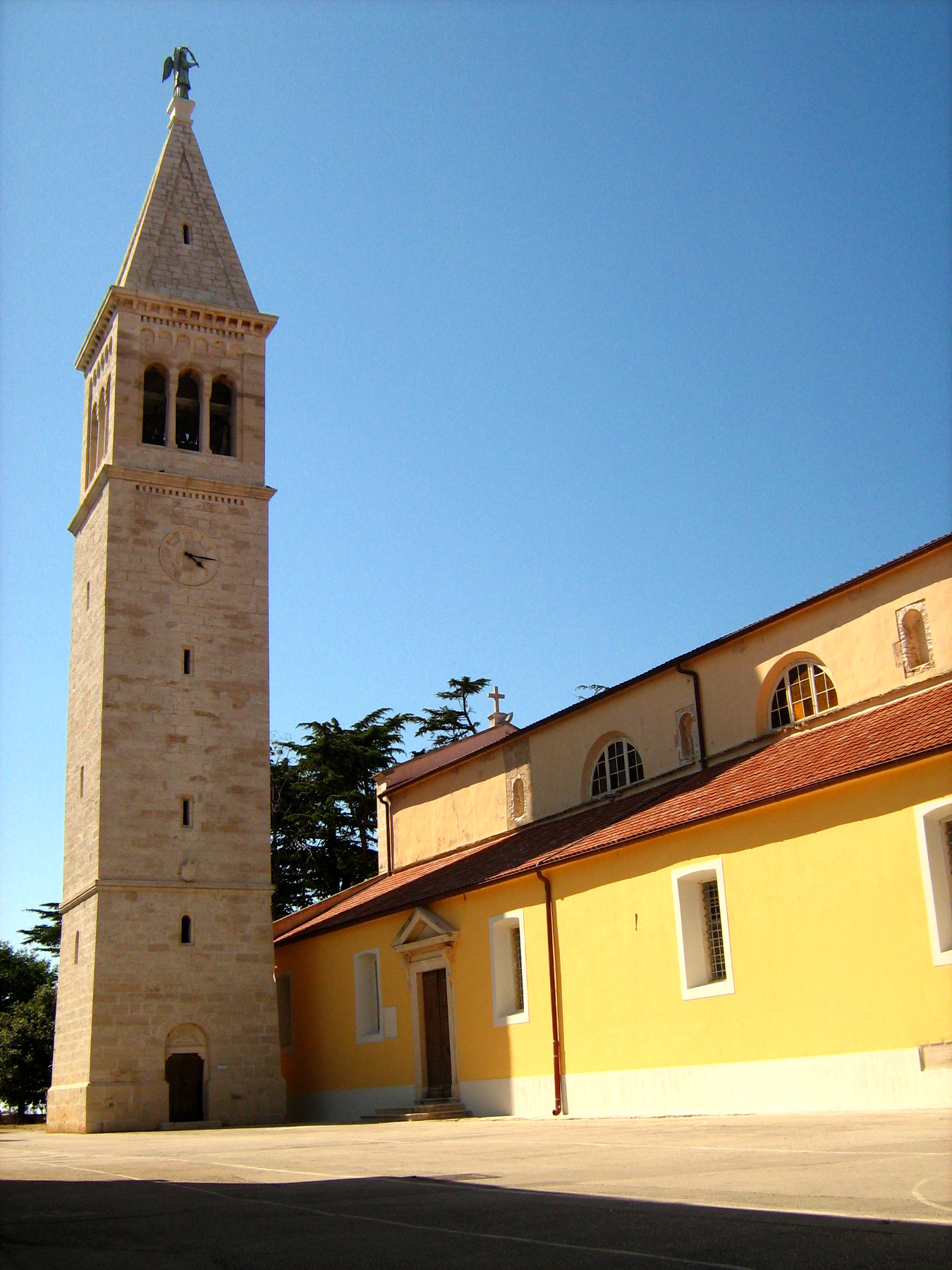
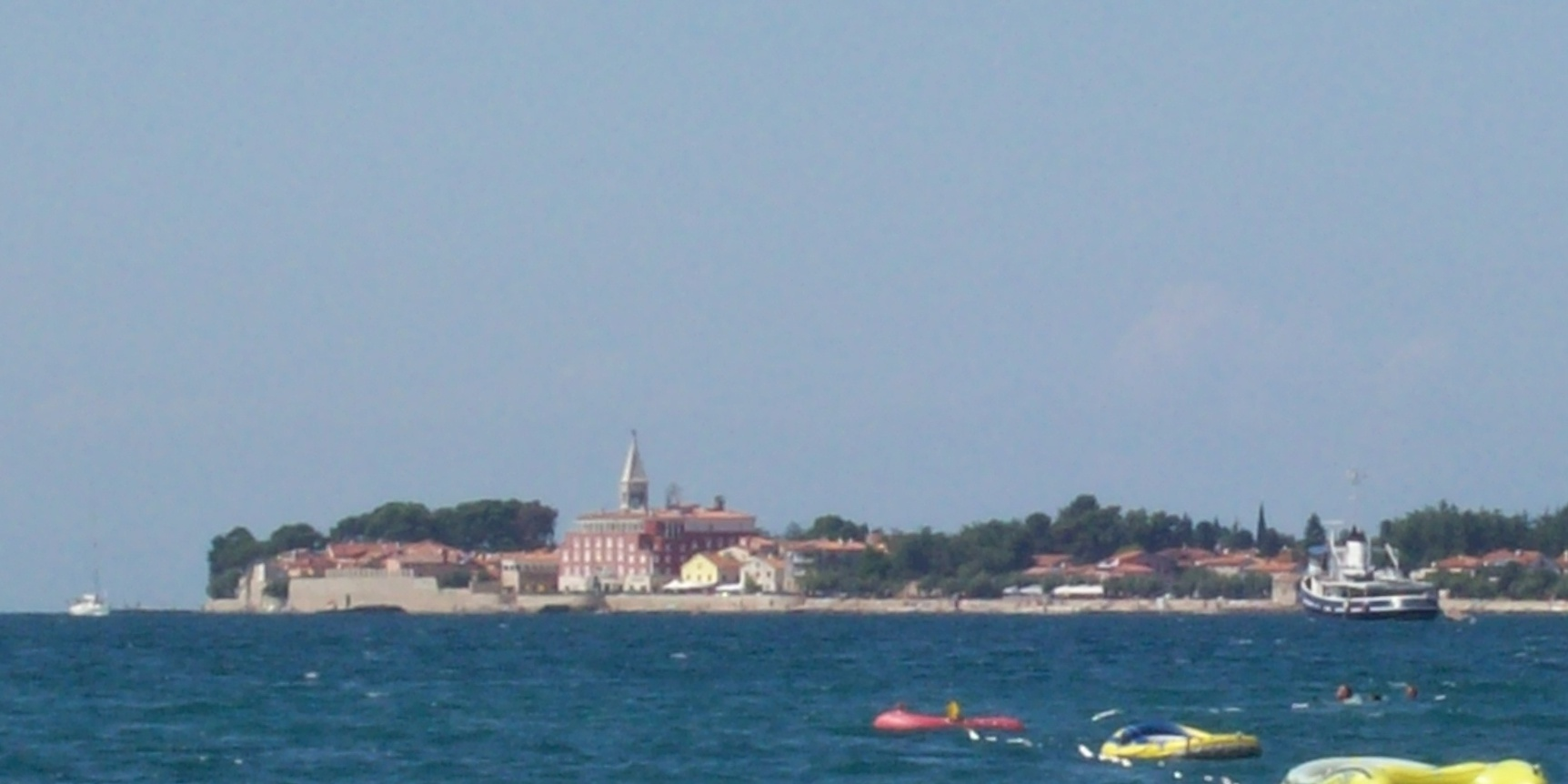
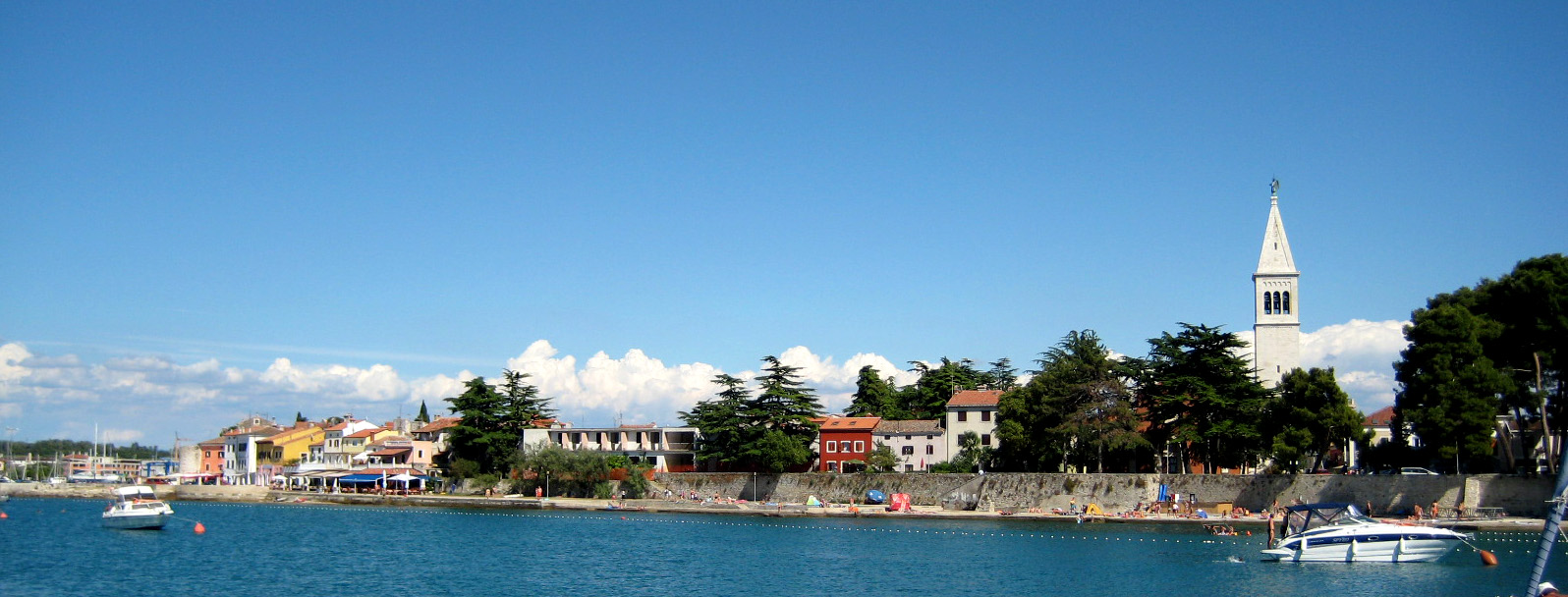
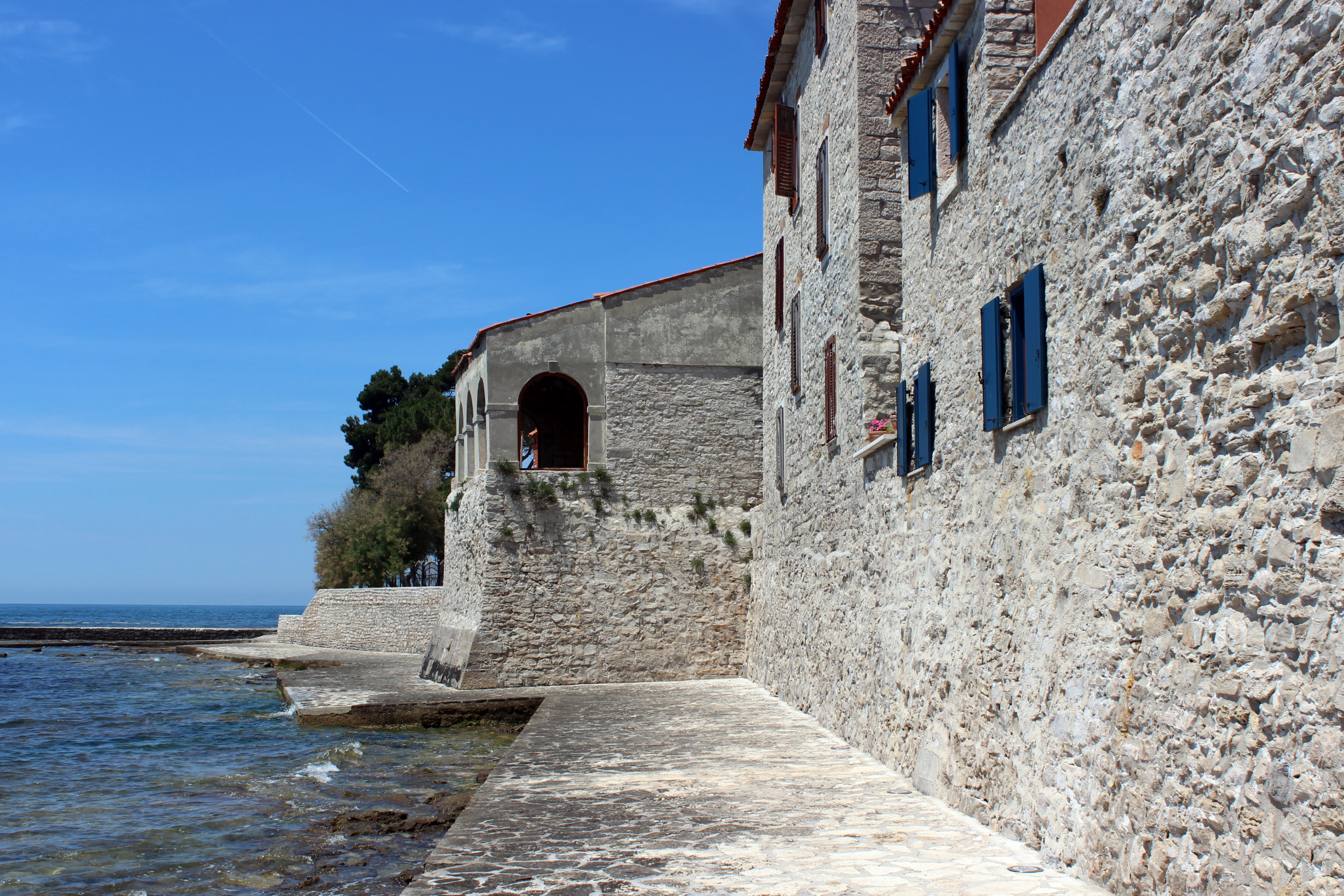
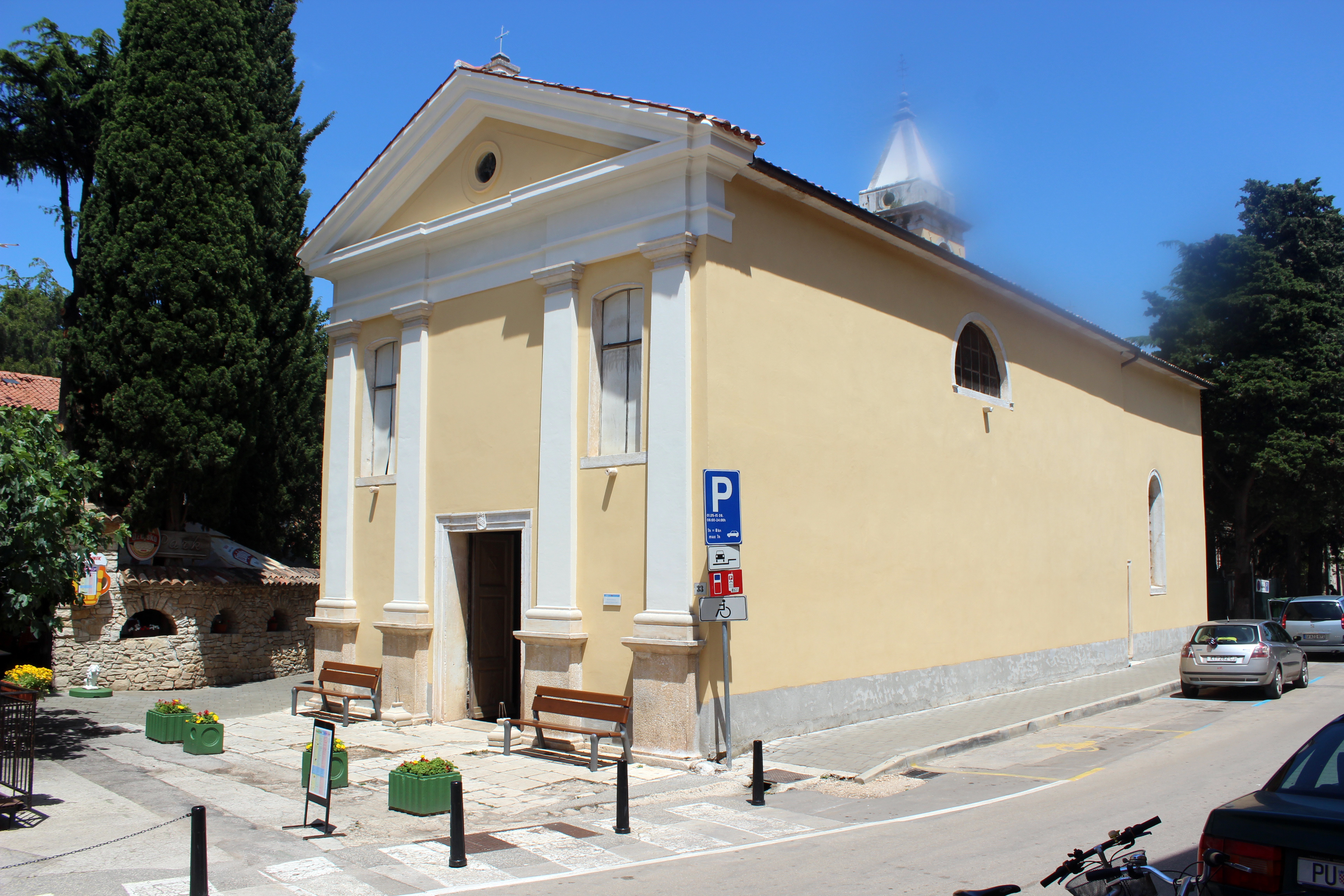
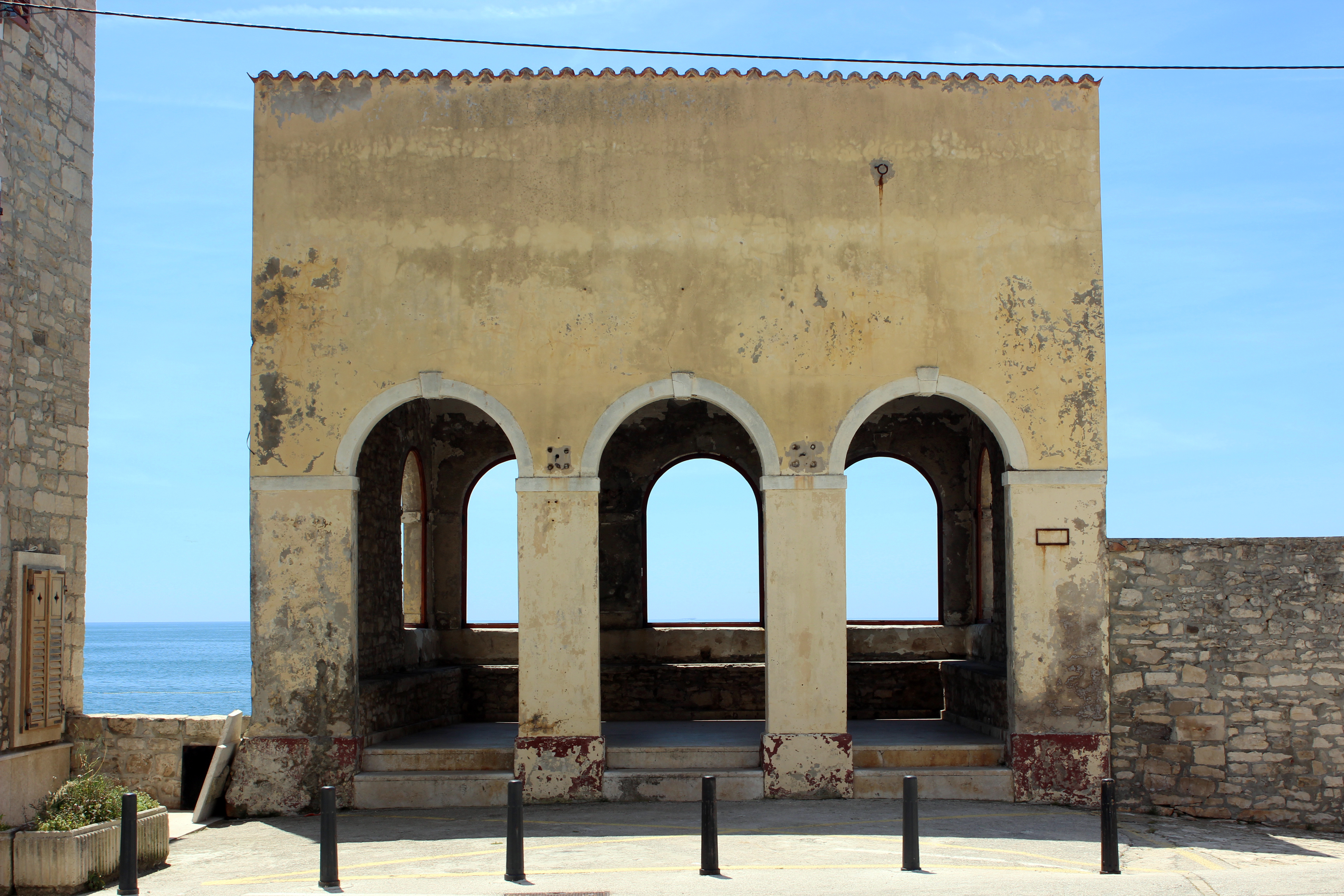
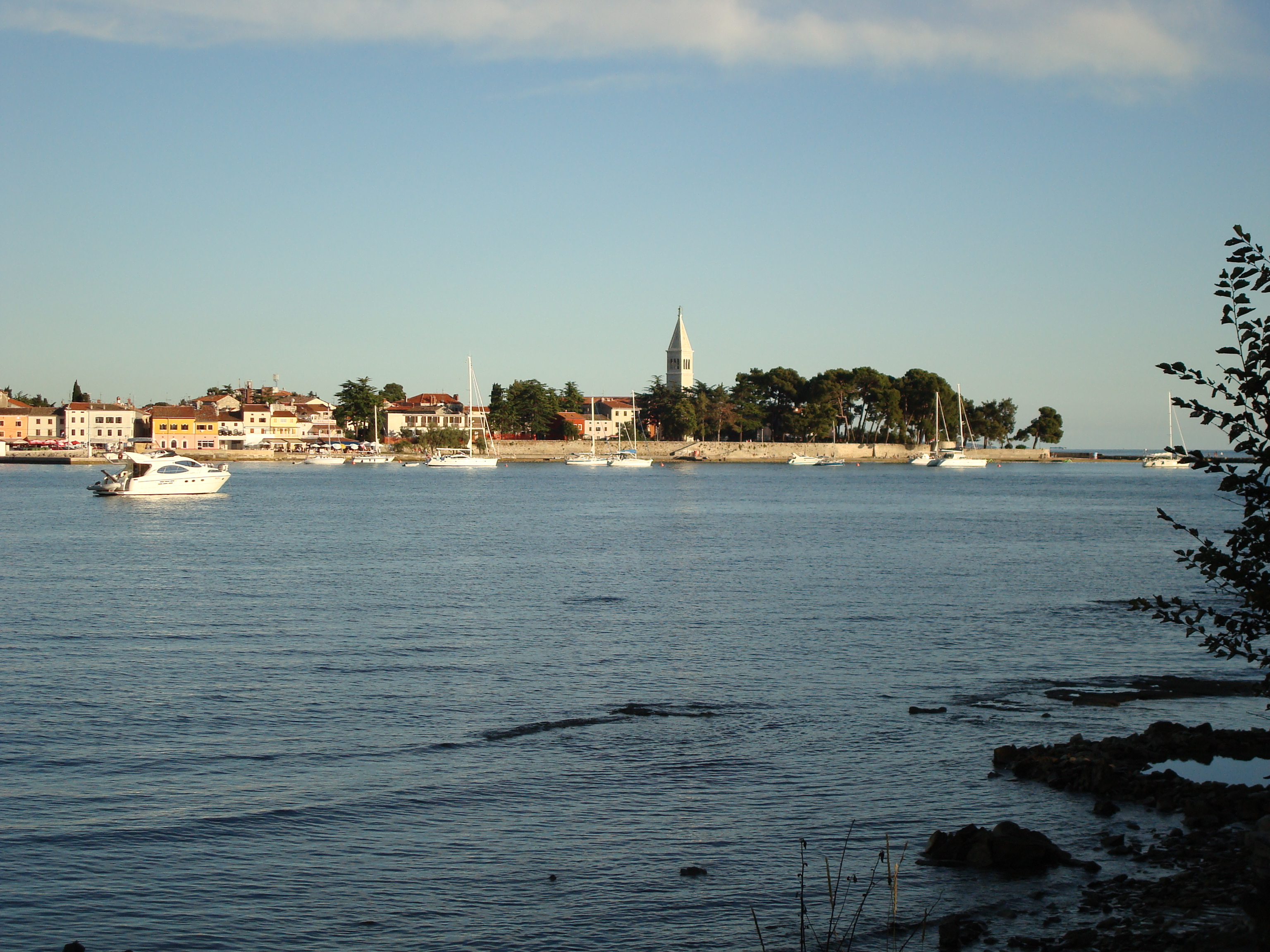
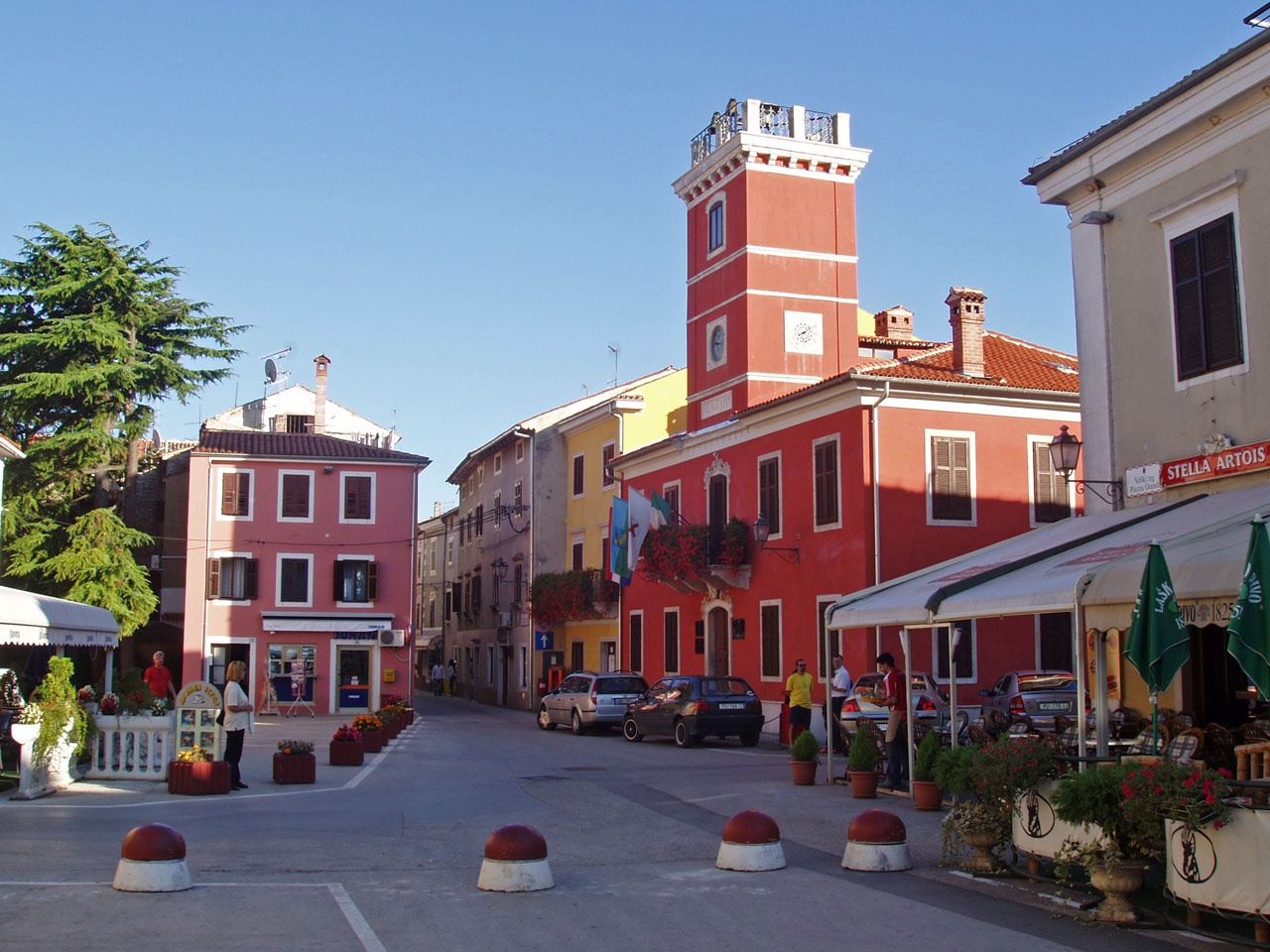

Plaatsen in Istrië: Banjole · Bertoki · Buje · Buzet · Fažana · Hum · Izola · Jagodje · Koper · Koromačno · Labin · Lucija · Medulin · Motovun · Muggia · Novigrad · Pazin · Peroj · Piran · Portorož · Poreč · Premantura ·  Pula · Rabac Luka · Ravni · Roč · Rovinj · Savudrija · Škocjan · Stalije · Štinjan · Trget · Umag · Višnjan · Vodnjan · Vrsar
Taal in Istrië: Čakavisch · Istriotisch · Istro-Roemeens · Italiaans · Sloveens · Kroatisch · Venetiaans
Andere artikelen over Istrië: Golf van Triëst · Istrische Democratische Assemblee · Italianisering · Baai van Koper · Baai van Muggia · Baai van Piran · Kvarner · Lim · Mario Andretti · Nino Benvenuti · Sergio Endrigo · Učka
Steden (gradovi): Pazin · Buje · Buzet · Labin · Novigrad · Poreč · Pula · Rovinj · Umag · Vodnjan

Gemeenten (općine): Bale · Barban · Brtonigla · Cerovlje · Fažana · Funtana · Gračišće · Grožnjan · Kanfanar · Karojba · Kaštelir-Labinci · Kršan · Lanišće · Ližnjan · Lupoglav · Marčana · Medulin · Motovun · Oprtalj · Pićan · Raša · Sveti Lovreč · Sveta Nedelja · Sveti Petar u Šumi · Svetvinčenat · Tar-Vabriga · Tinjan · Višnjan · Vižinada · Vrsar · Žminj